# Тауї чорногорлий
Тау́ї чорногорлий (Melozone aberti) — вид горобцеподібних птахів родини Passerellidae. Мешкає в США і Мексиці. Вид названий на честь американського орнітолога Джеймса Вільяма Аберта.

## Опис
Довжина птаха становить від 21 до 25 см, з яких від 10 до 12 см припадає на довгий хвіст. Самці важать 40-54,1 г, самиці — 39,5-51 г. Довжина крила становить від 8,2 до 9,7 см, довжина дзьоба — від 1,5 до 1,6 см.
Чорногорлі тауї мають переважно коричневе забарвлення з легким рожевуватим відтінком, спина дещо темніша. Навколо дзьоба пір'я чорні. Гузка і нижні покриіні пера хвоста рудувато-коричневі.

## Підвиди
Виділяють два підвиди:
- M. a. aberti (Baird, SF, 1852) — східна частина ареалу;
- M. a. dumeticola (Van Rossem, 1946) — західна частина ареалу.

## Поширення і екологія
Чорногорлі тауї поширені в басейні річки Колорадо та її притоки Гіли, в пустелі Сонора. Більша частина ареалу виду знаходиться в межах штату Аризона, однак деякі популяції мешкають також в сусідніх штатах Каліфорнія, Невада, Юта і Нью-Мексико та в мексиканських штатах Баха-Каліфорнія і Сонора. Вони живуть в чагарникових заростях, в заростях мескітових дерев, в парках і садах. Живляться комахами, насінням і плодами.